# Вулька (Варшавський-Західний повіт)
Вулька (пол. Wólka) — село в Польщі, у гміні Лешно Варшавського-Західного повіту Мазовецького воєводства.
Населення — 189 осіб (2011).
У 1975-1998 роках село належало до Варшавського воєводства.

## Демографія
Демографічна структура станом на 31 березня 2011 року:
|          | Загалом | Допрацездатний вік | Працездатний вік | Постпрацездатний вік |
| -------- | ------- | ------------------ | ---------------- | -------------------- |
| Чоловіки | 95      | 19                 | 63               | 13                   |
| Жінки    | 94      | 15                 | 57               | 22                   |
| Разом    | 189     | 34                 | 120              | 35                   |